# Solà de Roca
El Solà de Roca és una solana del terme municipal de Castell de Mur, dins de l'antic terme de Mur, al Pallars Jussà. Es troba en territori de l'antiga caseria de les Esplugues.
Està situat al vessant oriental de Purredons, a ponent de la Rutgera. Queda també a ponent de la vila de Guàrdia de Noguera.